# 1 500 mètres aux championnats du monde d'athlétisme en salle
Pour un article plus général, voir Championnats du monde d'athlétisme en salle.
Le 1 500 mètres fait partie des épreuves inscrites au programme des premiers championnats du monde d'athlétisme en salle, en 1985 à Paris.
Avec trois médailles d'or remportées, l'Irlandais Marcus O'Sullivan est l'athlète masculin le plus titré dans cette épreuve. La Roumaine Doina Melinte, la Russe Yekaterina Podkopayeva, l'Américaine Regina Jacobs et les Éthiopiennes Genzebe Dibaba et Gudaf Tsegay détiennent quant à elles le record de victoires féminines avec deux titres.
Les records des championnats du monde en salle sont actuellement détenus par l'Éthiopien Samuel Tefera, auteur de 3 min 32 s 77 en finale des Mondiaux en salle de 2022, et par sa compatriote Gudaf Tsegay qui établit le temps de 3 min 54 s 96 lors des Mondiaux en salle de 2025.

## Éditions
| Années | 87 | 89 | 91 | 93 | 95 | 97 | 99 | 01 | 03 | 04 | 06 | 08 | 10 | 12 | 14 | 16 | 18 | 22 | 24 | 25 | Total |
| ------ | -- | -- | -- | -- | -- | -- | -- | -- | -- | -- | -- | -- | -- | -- | -- | -- | -- | -- | -- | -- | ----- |
| Hommes | X  | X  | X  | X  | X  | X  | X  | X  | X  | X  | X  | X  | X  | X  | X  | X  | X  | X  | X  | X  | 20    |
| Femmes | X  | X  | X  | X  | X  | X  | X  | X  | X  | X  | X  | X  | X  | X  | X  | X  | X  | X  | X  | X  | 20    |

## Hommes

### Palmarès
| Édition | Or                                    | Argent                                 | Bronze                             |
| ------- | ------------------------------------- | -------------------------------------- | ---------------------------------- |
| 1985    | Mike Hillardt 3 min 40 s 27           | José Luis González 3 min 41 s 36       | Joseph Chesire 3 min 41 s 38       |
| 1987    | Marcus O'Sullivan 3 min 39 s 04 (CR)  | José Manuel Abascal 3 min 39 s 13      | Han Kulker 3 min 39 s 51           |
| 1989    | Marcus O'Sullivan 3 min 36 s 64 (CR)  | Hauke Fuhlbrügge 3 min 37 s 80         | Jeff Atkinson 3 min 38 s 12        |
| 1991    | Noureddine Morceli 3 min 41 s 57      | Fermín Cacho 3 min 42 s 68             | Mário Silva 3 min 43 s 85          |
| 1993    | Marcus O'Sullivan 3 min 45 s 00       | David Strang 3 min 45 s 30             | Branko Zorko 3 min 45 s 39         |
| 1995    | Hicham El Guerrouj 3 min 44 s 54      | Mateo Cañellas 3 min 44 s 85           | Erik Nedeau 3 min 44 s 91          |
| 1997    | Hicham El Guerrouj 3 min 35 s 31 (CR) | Rüdiger Stenzel 3 min 37 s 24          | William Tanui 3 min 37 s 48        |
| 1999    | Haile Gebrselassie 3 min 33 s 77 (CR) | Laban Rotich 3 min 33 s 98             | Andrés Díaz 3 min 34 s 46          |
| 2001    | Rui Silva 3 min 51 s 06               | Reyes Estévez 3 min 51 s 25            | Noah Ngeny 3 min 51 s 63           |
| 2003    | Driss Maazouzi 3 min 42 s 59          | Bernard Lagat 3 min 42 s 62            | Abdelkader Hachlaf 3 min 42 s 71   |
| 2004    | Paul Korir 3 min 52 s 31              | Ivan Heshko 3 min 52 s 34              | Laban Rotich 3 min 52 s 93         |
| 2006    | Ivan Heshko 3 min 42 s 08             | Daniel Kipchirchir Komen 3 min 42 s 55 | Elkanah Angwenyi 3 min 42 s 98     |
| 2008    | Deresse Mekonnen 3 min 38 s 23        | Daniel Kipchirchir Komen 3 min 38 s 54 | Juan Carlos Higuero 3 min 38 s 82  |
| 2010    | Deresse Mekonnen 3 min 41 s 86        | Abdalaati Iguider 3 min 41 s 96        | Haron Keitany 3 min 42 s 32        |
| 2012    | Abdalaati Iguider 3 min 45 s 21       | Ilham Tanui Özbilen 3 min 45 s 35      | Mekonnen Gebremedhin 3 min 45 s 90 |
| 2014    | Ayanleh Souleiman 3 min 37 s 52       | Aman Wote 3 min 38 s 08                | Abdalaati Iguider 3 min 38 s 21    |
| 2016    | Matthew Centrowitz 3 min 44 s 22      | Jakub Holuša 3 min 44 s 30             | Nicholas Willis 3 min 44 s 37      |
| 2018    | Samuel Tefera 3 min 58 s 19           | Marcin Lewandowski 3 min 58 s 39       | Abdalaati Iguider 3 min 58 s 43    |
| 2022    | Samuel Tefera 3 min 32 s 77 (CR)      | Jakob Ingebrigtsen 3 min 33 s 02       | Abel Kipsang 3 min 33 s 36         |
| 2024    | Geordie Beamish 3 min 36 s 54         | Cole Hocker 3 min 36 s 69              | Hobbs Kessler 3 min 36 s 72        |
| 2025    | Jakob Ingebrigtsen 3 min 38 s 79      | Neil Gourley 3 min 39 s 07             | Luke Houser 3 min 39 s 17          |

## Femmes

### Palmarès
| Édition | Or                                  | Argent                              | Bronze                            |
| ------- | ----------------------------------- | ----------------------------------- | --------------------------------- |
| 1985    | Elly van Hulst 4 min 11 s 41        | Fita Lovin 4 min 11 s 42            | Brit McRoberts 4 min 11 s 83      |
| 1987    | Doina Melinte 4 min 5 s 68 (CR)     | Tatyana Dorovskikh 4 min 7 s 08     | Svetlana Kitova 4 min 7 s 59      |
| 1989    | Doina Melinte 4 min 4 s 79 (CR)     | Svetlana Kitova 4 min 5 s 71        | Yvonne Mai 4 min 6 s 09           |
| 1991    | Lyudmila Rogachova 4 min 5 s 09     | Ivana Kubešová 4 min 6 s 22         | Tudorita Chidu 4 min 6 s 27       |
| 1993    | Yekaterina Podkopayeva 4 min 9 s 29 | Violeta Beclea 4 min 9 s 41         | Sandra Gasser 4 min 10 s 99       |
| 1995    | Regina Jacobs 4 min 12 s 61         | Carla Sacramento 4 min 13 s 02      | Maite Zúñiga 4 min 16 s 63        |
| 1997    | Yekaterina Podkopayeva 4 min 5 s 19 | Patricia Djaté 4 min 6 s 16         | Lidia Chojecka 4 min 6 s 25       |
| 1999    | Gabriela Szabo 4 min 3 s 23 (CR)    | Violeta Beclea 4 min 3 s 53         | Lidia Chojecka 4 min 5 s 86       |
| 2001    | Hasna Benhassi 4 min 10 s 83        | Violeta Beclea 4 min 11 s 17        | Natalya Gorelova 4 min 11 s 74    |
| 2003    | Regina Jacobs 4 min 1 s 76 (CR)     | Kelly Holmes 4 min 2 s 66           | Yekaterina Rozenberg 4 min 2 s 80 |
| 2004    | Kutre Dulecha 4 min 6 s 40          | Carmen Douma-Hussar 4 min 8 s 18    | Gulnara Samitova 4 min 8 s 26     |
| 2006    | Yuliya Chizhenko 4 min 4 s 70       | Yelena Soboleva 4 min 5 s 21        | Maryam Yusuf Jamal 4 min 5 s 53   |
| 2008    | Gelete Burka 3 min 59 s 75 (CR)     | Maryam Yusuf Jamal 3 min 59 s 79    | Daniela Yordanova 4 min 04 s 19   |
| 2010    | Kalkidan Gezahegne 4 min 8 s 14     | Natalia Rodríguez 4 min 8 s 30      | Gelete Burka 4 min 8 s 39         |
| 2012    | Genzebe Dibaba 4 min 5 s 78         | Mariem Alaoui Selsouli 4 min 7 s 78 | Hind Dehiba 4 min 10 s 30         |
| 2014    | Abeba Aregawi 4 min 0 s 61          | Axumawit Embaye 4 min 7 s 12        | Nicole Sifuentes 4 min 7 s 61     |
| 2016    | Sifan Hassan 4 min 4 s 96           | Dawit Seyaum 4 min 5 s 30           | Gudaf Tsegay 4 min 5 s 71         |
| 2018    | Genzebe Dibaba 4 min 5 s 27         | Laura Muir 4 min 6 s 23             | Sifan Hassan 4 min 7 s 26         |
| 2022    | Gudaf Tsegay 3 min 57 s 19 (CR)     | Axumawit Embaye 4 min 2 s 29        | Hirut Meshesha 4 min 3 s 39       |
| 2024    | Freweyni Hailu 4 min 1 s 46         | Nikki Hiltz 4 min 2 s 32            | Emily Mackay 4 min 2 s 69         |
| 2025    | Gudaf Tsegay 3 min 54 s 96 (CR)     | Diribe Welteji 3 min 59 s 30        | Georgia Bell 3 min 59 s 84        |

## Records des championnats

### Records actuels
Hommes : 3 min 32 s 77 par l'éthiopien Samuel Tefera lors des championnats de 2022
Femmes : 3 min 54 s 96 par l'éthiopienne Gudaf Tsegay lors des championnats de 2025.